# 守谷良二
守谷 良二（もりや　りょうじ、1942年9月8日 - 2017年9月29日）は、立正大学経済学部教授。東京都市大学、東京電機大学工学部非常勤講師。山形県白鷹町出身。ペンネームは守谷両時。専門は代数関数論,数式処理。

## 略歴
- 1972年（昭和47年） 3月  立教大学大学院理学研究科（修士・博士課程）（数学専攻）修了　（理学修士）

## 所属学会・協会
- 一般社団法人日本数学会

## 主な著作リスト
- 栗林暲和、守谷良二 ：『基礎数学―一般教育』、 開成出版、1985.4
- 辻良平、守谷良二 ：『線形代数学要説』、杉山書店、1985.4
- ソフトウエア科学研究会（山下倫範編著、青木一雄、秋山守男、大須賀昭彦、大野春雄、高林茂樹、竹本宜弘、時國修、松井千秋、守谷良二著） ： 『コンピュータへの誘い』、日本理工出版会、1990.3
- 守谷良二 ：『数式処理システムREDUCEによる数学入門〈線形代数編〉』、日本理工出版会、1991.2
- 守谷良二 ：『例題でわかるREDUCE―あなたの数学を応援します』、海文堂出版、1992.1
- 守谷良二 ：『Mathematicaで数学を〈入門編〉』、海文堂出版、1993.9
- 守谷良二 ：『Mathematicaで数学を〈線形代数編〉』、海文堂出版、1993.9
- 守谷良二 ：『Mathematicaで数学を〈微積分編(2)〉』、海文堂出版、1994.1
- 栗林暲和、守谷良二 ：『一般教育基礎数学』、 開成出版、1994.11
- 守谷両時 ：『Mapleで数学を 入門編』、海文堂出版、1996.3
- 守谷両時 ：『Mapleで数学を―線形代数編』、海文堂出版、1996.4
- 守谷両時 ：『Mapleで数学を―微積分編〈1〉』、海文堂出版、1996.4
- 守谷両時 ：『Mapleで数学を―微積分編〈2〉』、海文堂出版、1997.10
- 守谷両時 ：『数学要説〈1〉』、日本理工出版会、2001.10
- 守谷両時 ：『数学要説〈2〉』、日本理工出版会、2002.7